# Seliciclib
Il seliciclib (roscovitina o CYC202) è un farmaco sperimentale candidato della famiglia degli inibitori delle chinasi ciclina-dipendenti (CDK) che inibiscono preferenzialmente più bersagli enzimatici, tra cui CDK2, CDK7 e CDK9, che alterano la fase di crescita o lo stato all'interno del ciclo cellulare delle cellule trattate. Il seliciclib è sviluppato dalla Cyclacel. Si tratta di uno studio di fase II, randomizzato, in doppio cieco, controllato con placebo, multicentrico, con dosaggio variabile.
Lo scopo di questo studio è stato quello di valutare la sicurezza di dosi crescenti di roscovitina somministrate per via orale per 4 cicli di 4 giorni consecutivi (trattamento "on") separati da un periodo di 3 giorni senza trattamento (trattamento "off") in soggetti adulti affetti da fibrosi cistica, portatori di 2 mutazioni che la causano, con almeno una mutazione F508del-CFTR e infetti cronicamente da Pseudomonas aeruginosa.
Questo studio ha coinvolto 36 pazienti affetti da fibrosi cistica: 24 trattati e 12 di controllo.
Il seliciclib è oggetto di ricerca per il trattamento del carcinoma polmonare non a piccole cellule (NSCLC), della malattia di Cushing, della leucemia, dell'infezione da HIV, della malattia di Parkinson, dell'infezione da herpes simplex, della fibrosi cistica e dei meccanismi dei disturbi cronici da infiammazione.
Il seliciclib è un analogo della purina sostituito in posizione 2,6,9. La sua struttura in complesso con CDK2 è stata determinata nel 1996. Il seliciclib inibisce CDK2/E, CDK2/A, CDK7 e CDK9.

## Studi clinici e di laboratorio

### Trattamento del cancro
È stato scoperto che il seliciclib produce apoptosi nelle cellule del carcinoma polmonare non a piccole cellule (NSCLC) e altri tumori. Il seliciclib è stato precedentemente sottoposto a studi clinici di fase IIa in 240 pazienti affetti da NSCLC, in combinazione con trattamenti di prima e seconda linea esistenti. Nello studio APPRAISE, il farmaco in fase di sperimentazione è sottoposto a studi clinici di fase IIb come monoterapia per il NSCLC in pazienti di terza linea. Gli effetti collaterali riportati negli studi di fase I sul seliciclib per il NSCLC sono stati "nausea, vomito, aumenti transitori della creatinina sierica e dei parametri della funzionalità epatica e ipopotassiemia transitoria".

### Disordini immunologici
Il seliciclib è anche in fase di sperimentazione clinica per i linfomi a cellule B, compreso il mieloma multiplo. È stato dimostrato che il seliciclib inibisce la trascrizione dipendente dall'RNA polimerasi II e la sottoregolazione della proteina MCL1.
È stato dimostrato in vitro che il seliciclib induce l'apoptosi nei granulociti neutrofili. Se questo meccanismo si rivelerà sicuro, affidabile ed efficace in vivo, il farmaco potrebbe migliorare il trattamento delle malattie infiammatorie croniche come la fibrosi cistica e l'artrite. Queste sono solitamente trattate con glucocorticoidi che spesso hanno gravi effetti collaterali.

### Terapie neurologiche
Nel sistema nervoso, il seliciclib ha dimostrato di sopprimere l'attivazione della microglia e di fornire una certa protezione neurologica in modelli animali predisposti all'ischemia cerebrale. Inoltre, aumenta l'attività antitumorale della temozolomide nel trattamento del glioblastoma multiforme ed è considerato una possibile opzione terapeutica per il glioma.

### Effetto antivirale
Il seliciclib è anche un possibile agente antivirale. Provoca la morte delle cellule infettate dall'HIV (virus dell'immunodeficienza umana)  e impedisce la replicazione del virus dell'herpes simplex.

### Produzione di ovuli
È stato dimostrato che il seliciclib causa l'attivazione partenogenetica degli ovociti. Tuttavia, crea dei secondi corpi polari anomali e quindi possibili zigoti aneuploidi. L'attivazione degli ovociti di solito comporta oscillazioni del calcio, ma questo non accade con il seliciclib. Il seliciclib causa l'attivazione degli ovociti inibendo le protein-chinasi, il che si traduce nell'inattivazione del fattore di promozione della maturazione (MPF).

### Ipertrofia renale
Il seliciclib riduce l'ipertrofia renale del 45% dopo nefrectomia parziale.

## Effetti collaterali
Provoca gravi effetti collaterali che non possono essere tollerati quotidianamente. Gli effetti collaterali includono ipopotassiemia ed elevazione degli enzimi epatici. A causa di questi effetti collaterali, il seliciclib non è stato approvato dalla FDA statunitense.